# Мелани Лоран
Мелани Лоран (на френски: Mélanie Laurent) е френска актриса, режисьор и певица. Носителка е на две награди „Сезар“ и една „Люмиер“.

## Биография
Родена е в еврейско семейство в Париж. Въведена е в актьорското майсторство на 16-годишна възраст от Жерар Депардийо, който ѝ урежда дребна роля в романтичната драма Un pont entre deux rives (1999). Става по-известна с поддържащата си роля в няколко френски филма, най-вече в комедията от 2006 г. Отворковци, за който спечелва „Златни звезди за най-добра нова женска роля“. Кариерният ѝ пробив идва с ролята ѝ в драматичния филм от 2006 г. Je vais bien, ne t'en fais pas, за който по-късно спечелва награда „Сезар“ за най-обещаваща актриса и премия „Роми Шнайдер“. Дебютът си в Холивуд Лоран прави през 2009 г., изигравайки ролята на Шосана Дрейфъс във военния филм на Куентин Тарантино Гадни копилета.
Макар да участва главно в независими филми, Лоран има появи и в комерсиално успешни холивудски филми, като например Новаци (2011) и Зрителна измама (2013). Играе и озвучаващи роли във филмите Тайната на горските пазители (2013) и Отвътре навън (2015).
Освен на екрана, Лоран има изяви и в сценични постановки из Франция. Прави театралния си дебют през 2010 г. с Promenade de santé на Никола Бедос. Късометражният филм De moins en moins (2008) бележи дебютът ѝ като режисьор. През май 2011 г. започва и певческа кариера, издавайки студийния си албум En t'attendant. Пет от песните са съавторство и съпродукция с ирландския музикант Дамиен Райс.